# James Hamilton (2e duc d'Abercorn)
Pour les articles homonymes, voir James Hamilton et Hamilton.
James Hamilton, 2e duc d'Abercorn (24 août 1838 - 3 janvier 1913) appelé  « vicomte Hamilton » (1838-1868) puis « marquis de Hamilton » (1868-1885) est un homme politique, diplomate et pair britannique. 

## Biographie

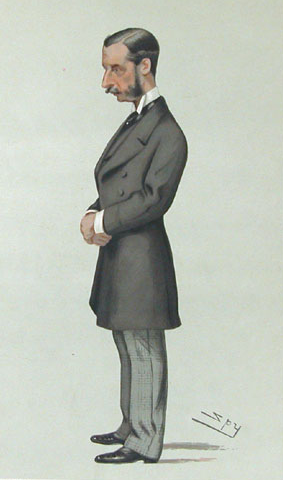
Caricature du 2e duc d'Abercorn issue de Vanity Fair (1881).

## Début de carrière
Il est le fils de James Hamilton († 1885), 1er duc d'Abercorn, et de Louisa Lady Jane Russell. Lord Hamilton fait ses études, comme son père, à Harrow et à Christ Church, Oxford. Après avoir obtenu un Baccalauréat en arts) Oxford, il entre au Parlement comme député conservateur pour le comté de Donegal, une circonscription qu'il représente de 1860 à 1880.
Après avoir servi comme shérif du comté de Tyrone, il retourne à l'université pour obtenir une maîtrise (1865). Il est créé Compagnon de l'Ordre du Bain la même année. Cette année-là, il participe à une mission diplomatique au Danemark. Il sert comme Lord of the Bedchamber (Gentilhomme de la Chambre) du prince de Galles de 1866 à 1885. Cette dernière année, à la mort de son père, il reprend sa fonction de Lord Lieutenant du comté de Donegal, et il hérite de ses titres de pairie. En 1887, il est nommé au Conseil privé d'Irlande.
Abercorn occupe plusieurs postes après avoir accédé à cette fonction, notamment Grand Maître de la francs-maçons irlandais (1886), Groom of the Stole (1886-1891) et président de la British South Africa Company. Il annonce l'accession au trône d'Édouard VII en 1901 à plusieurs pays comme Envoyé spécial. Il est également fait chevalier de la Jarretière, et meurt d'une pneumonie à Londres à l'âge de soixante-trois ans.

## Famille et descendance
En 1869, il épouse Anna Maria Lady Curzon-Howe (en) (1848-1929), fille de Richard Curzon-Howe (1796-1870), 1er comte Howe, et d'Anne Gore (av. 1832-1877), fille de l'amiral sir John Gore († 1836). Ils ont sept fils et deux filles :
- James Hamilton (1869-1953), 3e duc d'Abercorn ;
- Lord Claud Penn Alexander Hamilton (18 octobre 1871 - 18 octobre 1871) ;
- Lord Charlie Hamilton (10 avril 1874 - 10 avril 1874) ;
- Lady Alexandra Phyllis Hamilton (1876-1918), qui a la princesse Alexandra de Galles pour marraine de baptême. Elle meurt perdue en mer à bord du RMS Leinster, célibataire ;
- Lord Claud Francis Hamilton (25 octobre 1878 – 25 décembre 1878) (âgé de 2 mois) ;
- Lady Gladys Mary Hamilton (1880-1917), qui épousa (1902) Ralph Francis Forward-Howard (1877-1946), 7e comte de Wicklow. Elle est sa première femme, et ils ont un fils ;
- Lord Arthur John Hamilton (en) (1883-1914), qui est vice-maître de la maison royale à partir de 1913, capitaine dans les Irish Guards. Il est tué au combat à la première bataille d'Ypres ;
- un enfant mort-né le 31 octobre 1886 ;
- Lord Claud Nigel Hamilton (en) (1889-1975), capitaine dans les Grenadier Guards, combat pendant la Première Guerre mondiale et sert dans la maison du roi George V, de sa veuve et de la reine Élisabeth II, en tant que vice-maître de la maison royale, comme écuyer extraordinaire, comme écuyer ordinaire et en tant que contrôleur financier et trésorier. En 1933, il épouse Ruby Violet Ashton. Ils n'ont pas de descendance.